# Souled American
Souled American ist eine US-amerikanische Country- und Roots-Rock-Band, gegründet 1987 in Chicago.
Anfangs bestand die Band aus Chris Grigoroff (Gitarre, Gesang), Joe Aducci (Bass, Gesang), Scott Tuma (Lead-Gitarre) und Jamey Barnard (Schlagzeug). Die Kompositionen und Texte schrieben hauptsächlich Grigoroff und Aducci.
Ihre Musik kann auch dem sehr weitgefassten Begriff Alternative Country zugeordnet werden. Wie andere Bands dieses Genres setzten sie dem polierten Sound und Auftreten der von Nashville geprägten Countryszene eine eigene, rauere, authentischere Deutung dieser Musiktradition entgegen. Getragen wurde die Musik der Band von Grigoroffs heller, etwas heiseren Stimme, von Tumas zurückgenommer, präziser Gitarrenarbeit und von der auch bei schnelleren Stücken stets unaufgeregt agierenden Rhythmussektion aus Bass und Schlagzeug. Vor allem langsam, quasi in Zeitlupe gespielte Stücke wurden zu ihrem Markenzeichen, obwohl sich ihr Repertoire durchaus nicht darin erschöpfte.
Nachdem sich das britische Label Rough Trade wegen anhaltendem Ausbleibens positiverer Verkaufszahlen zurückzog, erschienen die beiden letzten Alben beim Hamburger Independent-Label Moll Tonträger, das der heutige (Stand 2020) Musikkurator des Berliner Haus der Kulturen der Welt Detlef Diederichsen betrieb. Die letzten Bandauftritte in Deutschland organisierte die Konzertagentur Berthold Seliger Ende der 1990er.
Im Jahre 1992 stieg Schlagzeuger Jamey Barnard aus, im Jahre 1998 folgte Scott Tuma und veröffentlichte einige Soloplatten. Von der Kritik geliebt und gelobt, aber vom breiten Publikum nur begrenzt wahrgenommen, ist die Band Souled American heute weitgehend aus dem Blickfeld der internationalen Musikwelt verschwunden.
Ende November 2020 widmete Dirk Schneider auf Deutschlandfunk Kultur der Retrospektive dieser Geheimtipp-Band eine zweistündige musikjournalistische „Tonart“-Nachtsendung. Auf Souled American beziehen sich demnach Jeff Tweedy von Wilco ebenso wie Henrik von Holtum von Kinderzimmer Productions.

## Diskografie
- 1988 Fe (Rough Trade Records)
- 1989 Flubber (Rough Trade Records)
- 1990 Around The Horn (Rough Trade Records)
- 1992 Sonny (Rough Trade Records)
- 1996 Frozen (Moll)
- 1999 Notes Campfire (Moll)

## Belege
1. 1 2  Tonart Playlist 2:05 Uhr bis 4:00 Uhr, deutschlandfunkkultur.de, erschienen und abgerufen am 29. November 2020.